# 贝克尔恩
贝克尔恩是德国下萨克森州的一个市镇。总面积33.42平方公里，总人口851人，其中男性437人，女性414人（2011年12月31日），人口密度25人/平方公里。